# Елла (король Дейри)
Елла (давн-англ. Ælla, Ælli, Ælle; ? —588) — 1-й король Дейри у 560—588 роках.

## Життєпис
Походив зі знатного роду англів. Син Іффі, що очолював колонію в області Дейфір. Про молоді роки Елли нічого невідомо. У 559 році він повстав проти Передира, короля бриттської держави Евраук. На допомогу Еллі прийшов король Адда з Берніції.
У 568 році разом з Аддою переміг бриттів у вирішальній битві при Греу. Після цього Елла став розширювати межі свого королівства за рахунок Евраука, заснувавши столицю Петуарія (сучасне Бро, Йоркшир)
У 580 році він зрештою захопив столицю останнього — Еборак, який Елла перейменував на Еофервік. Сюди переніс столицю Дейри. Надалі активно боровся з рештками Евраука та іншим королівством бриттів — Елмет. Помер Елла у 588 році. Йому спадкував син Етельрік.

## Родина
- Етельрік, король Дейри у 588—604 роках
- Едвін, король Нортумбрії у 616—633 роках
- Аха, дружина Етельфріта, короля Нортумбрії